# 2023年のNFLドラフト
2023年のNFLドラフトは、88回目のNFLドラフト。2023年4月27日から4月29日までの3日間、ミズーリ州カンザスシティのユニオン駅で開催された。指名順は2022年のレギュラーシーズンの成績及びプレーオフの成績に基づき決定された。

## 開催地
2019年5月22日に、ミズーリ州カンザスシティが開催地に選ばれた。

## 概要

### トレード
- 当初はシカゴ・ベアーズが全体1位指名権を保持していたが、2023年3月15日にトレードが行われ、カロライナ・パンサーズがこれを獲得した[2]。全体1位指名権がトレードされたのは2016年以来だった[3]。
- 全指名数259のうち、トレードで指名権がチーム間を移動したケースは全部で141となった。

### 指名権剥奪
- マイアミ・ドルフィンズはトム・ブレイディ獲得を狙った際にタンパリングを行ったとして、規則違反によりこのドラフトでの1巡目指名権と2024年シーズンの3巡目指名権を剥奪された[4]。
- ヒューストン・テキサンズはサラリーキャップ報告違反により5巡目の指名権を剥奪された[5]。

### 指名数
32チーム7巡の224指名権に加え、5回のルーニー・ルール指名権(下の表ではX)、32回の補償ドラフト指名権(下の表では*)(ただし今年は補償ドラフト数が30回だったので、残り2回は8巡目があったと仮定しての指名順で行われた)、そして2指名権の剥奪により合計で259回の指名が行われた。

## 指名選手

### 1巡目指名選手
| 指名順位 | チーム                             | 選手名                                   | ポジション | 出身大学             |
| 1        | カロライナ・パンサーズ             | ブライス・ヤング                         | QB         | アラバマ大学         |
| 2        | ヒューストン・テキサンズ           | C・J・ストラウド                         | QB         | オハイオ州立大学     |
| 3        | ヒューストン・テキサンズ           | ウィル・アンダーソン・ジュニア           | OLB        | アラバマ大学         |
| 4        | インディアナポリス・コルツ         | アンソニー・リチャードソン               | QB         | フロリダ大学         |
| 5        | シアトル・シーホークス             | デボン・ウィザースプーン                 | CB         | イリノイ大学         |
| 6        | アリゾナ・カージナルス             | パリス・ジョンソン・ジュニア             | OT         | オハイオ州立大学     |
| 7        | ラスベガス・レイダース             | タイリー・ウィルソン                     | OLB        | テキサス工科大学     |
| 8        | アトランタ・ファルコンズ           | ビジャン・ロビンソン                     | RB         | テキサス大学         |
| 9        | フィラデルフィア・イーグルス       | ジェイレン・カーター                     | DT         | ジョージア大学       |
| 10       | シカゴ・ベアーズ                   | ダーネル・ライト                         | OT         | テネシー大学         |
| 11       | テネシー・タイタンズ               | ピーター・スコロンスキー                 | OT         | ノースウェスタン大学 |
| 12       | デトロイト・ライオンズ             | ジャミア・ギブス                         | RB         | アラバマ大学         |
| 13       | グリーンベイ・パッカーズ           | ルーカス・バン・ネス                     | DE         | アイオワ大学         |
| 14       | ピッツバーグ・スティーラーズ       | ブロデリック・ジョーンズ                 | OT         | ジョージア大学       |
| 15       | ニューヨーク・ジェッツ             | ウィル・マクドナルド4世                  | DE         | アイオワ州立大学     |
| 16       | ワシントン・コマンダース           | エマニュエル・フォーブス                 | CB         | ミシシッピ州立大学   |
| 17       | ニューイングランド・ペイトリオッツ | クリスチャン・ゴンザレス                 | CB         | オレゴン大学         |
| 18       | デトロイト・ライオンズ             | ジャック・キャンベル                     | LB         | アイオワ大学         |
| 19       | タンパベイ・バッカニアーズ         | カライジャ・カンシー                     | DT         | ピッツバーグ大学     |
| 20       | シアトル・シーホークス             | ジャクソン・スミス＝インジグバ           | WR         | オハイオ州立大学     |
| 21       | ロサンゼルス・チャージャーズ       | クエンティン・ジョンストン               | WR         | TCU                  |
| 22       | ボルチモア・レイブンズ             | ゼイ・フラワーズ                         | WR         | ボストンカレッジ     |
| 23       | ミネソタ・バイキングス             | ジョーダン・アディソン                   | WR         | USC                  |
| 24       | ニューヨーク・ジャイアンツ         | ディオンテ・バンクス                     | CB         | メリーランド大学     |
| 25       | バッファロー・ビルズ               | ダルトン・キンケイド                     | TE         | ユタ大学             |
| 26       | ダラス・カウボーイズ               | マージ・スミス                           | DT         | ミシガン大学         |
| 27       | ジャクソンビル・ジャガーズ         | アントン・ハリソン                       | OT         | オクラホマ大学       |
| 28       | シンシナティ・ベンガルズ           | マイルズ・マーフィー                     | DE         | クレムソン大学       |
| 29       | ニューオーリンズ・セインツ         | ブライアン・ブレジー                     | DT         | クレムソン大学       |
| 30       | フィラデルフィア・イーグルス       | ノーラン・スミス                         | OLB        | ジョージア大学       |
| 31       | カンザスシティ・チーフス           | フェリックス・アンユーディーケー＝ユザマ | DE         | カンザス州立大学     |

### 2巡目指名選手
| 指名順位 | チーム                             | 選手名                       | ポジション | 出身大学               |
| 32       | ピッツバーグ・スティーラーズ       | ジョーイ・ポーター・ジュニア | CB         | ペンシルベニア州立大学 |
| 33       | テネシー・タイタンズ               | ウィル・レビス               | QB         | ケンタッキー大学       |
| 34       | デトロイト・ライオンズ             | サム・ラポルタ               | TE         | アイオワ大学           |
| 35       | ラスベガス・レイダース             | マイケル・メイヤー           | TE         | ノートルダム大学       |
| 36       | ロサンゼルス・ラムズ               | スティーブ・アビラ           | G          | TCU                    |
| 37       | シアトル・シーホークス             | デリック・ホール             | OLB        | オーバーン大学         |
| 38       | アトランタ・ファルコンズ           | マシュー・バーガロン         | OT         | シラキュース大学       |
| 39       | カロライナ・パンサーズ             | ジョナサン・ミンゴ           | WR         | ミシシッピ大学         |
| 40       | ニューオーリンズ・セインツ         | アイザイア・フォスキー       | DE         | ノートルダム大学       |
| 41       | アリゾナ・カージナルス             | BJ・オジュラリ               | DE         | LSU                    |
| 42       | グリーンベイ・パッカーズ           | ルーク・マスグレイブ         | TE         | オレゴン州立大学       |
| 43       | ニューヨーク・ジェッツ             | ジョー・ティップマン         | C          | ウィスコンシン大学     |
| 44       | インディアナポリス・コルツ         | ジュリアス・ブレンツ         | CB         | カンザス州立大学       |
| 45       | デトロイト・ライオンズ             | ブライアン・ブランチ         | S          | アラバマ大学           |
| 46       | ニューイングランド・ペイトリオッツ | キーオン・ホワイト           | DE         | ジョージア工科大学     |
| 47       | ワシントン・コマンダース           | ジャーテイビアス・マーティン | S          | イリノイ大学           |
| 48       | タンパベイ・バッカニアーズ         | コディ・マウチ               | G          | ノースダコタ州立大学   |
| 49       | ピッツバーグ・スティーラーズ       | キアヌ・ベントン             | DT         | ウィスコンシン大学     |
| 50       | グリーンベイ・パッカーズ           | ジェイデン・リード           | WR         | ミシガン州立大学       |
| 51       | マイアミ・ドルフィンズ             | キャム・スミス               | CB         | サウスカロライナ大学   |
| 52       | シアトル・シーホークス             | ザック・シャバネ             | RB         | UCLA                   |
| 53       | シカゴ・ベアーズ                   | ガーボン・デクスター         | DT         | フロリダ大学           |
| 54       | ロサンゼルス・チャージャーズ       | トゥリ・トゥイプロトゥ       | OLB        | USC                    |
| 55       | カンザスシティ・チーフス           | ラシー・ライス               | WR         | SMU                    |
| 56       | シカゴ・ベアーズ                   | タイリーク・スティーブンソン | CB         | マイアミ大学           |
| 57       | ニューヨーク・ジャイアンツ         | ジョン・マイケル・シュミッツ | C          | ミネソタ大学           |
| 58       | ダラス・カウボーイズ               | ルーク・スクーンメイカー     | TE         | ミシガン大学           |
| 59       | バッファロー・ビルズ               | オサイラス・トーレンス       | G          | フロリダ大学           |
| 60       | シンシナティ・ベンガルズ           | DJ・ターナー                 | CB         | ミシガン大学           |
| 61       | ジャクソンビル・ジャガーズ         | ブレントン・ストレンジ       | TE         | ペンシルベニア州立大学 |
| 62       | ヒューストン・テキサンズ           | ジュース・スクラッグス       | C          | ペンシルベニア州立大学 |
| 63       | デンバー・ブロンコス               | マービン・ミムズ             | WR         | オクラホマ大学         |

### 3巡目指名選手
| 指名順位 | チーム                             | 選手名                       | ポジション | 出身大学                   |
| 64       | シカゴ・ベアーズ                   | ザック・ピケンズ             | DT         | サウスカロライナ大学       |
| 65       | フィラデルフィア・イーグルス       | タイラー・スティーン         | OT         | アラバマ大学               |
| 66       | フィラデルフィア・イーグルス       | シドニー・ブラウン           | S          | イリノイ大学               |
| 67       | デンバー・ブロンコス               | ドリュー・サンダース         | LB         | アーカンソー大学           |
| 68       | デトロイト・ライオンズ             | ヘンドン・フッカー           | QB         | テネシー大学               |
| 69       | ヒューストン・テキサンズ           | タンク・デル                 | WR         | ヒューストン大学           |
| 70       | ラスベガス・レイダース             | バイロン・ヤング             | DT         | アラバマ大学               |
| 71       | ニューオーリンズ・セインツ         | ケンドレ・ミラー             | RB         | TCU                        |
| 72       | アリゾナ・カージナルス             | ギャレット・ウィリアムズ     | CB         | シラキュース大学           |
| 73       | ニューヨーク・ジャイアンツ         | ジェイリン・ハイアット       | WR         | テネシー大学               |
| 74       | クリーブランド・ブラウンズ         | セドリック・ティルマン       | WR         | テネシー大学               |
| 75       | アトランタ・ファルコンズ           | ザック・ハリソン             | DE         | オハイオ州立大学           |
| 76       | ニューイングランド・ペイトリオッツ | マルテ・マプ                 | LB         | サクラメント州立大学       |
| 77       | ロサンゼルス・ラムズ               | バイロン・ヤング             | OLB        | テネシー大学               |
| 78       | グリーンベイ・パッカーズ           | タッカー・クラフト           | TE         | サウスダコタ州立大学       |
| 79       | インディアナポリス・コルツ         | ジョシュ・ダウンズ           | WR         | ノースカロライナ大学       |
| 80       | カロライナ・パンサーズ             | D・J・ジョンソン             | OLB        | オレゴン大学               |
| 81       | テネシー・タイタンズ               | タイジェイ・スピアーズ       | RB         | テュレーン大学             |
| 82       | タンパベイ・バッカニアーズ         | ヤヤ・ディアビィ             | DE         | ルイビル大学               |
| 83       | デンバー・ブロンコス               | ライリー・モス               | CB         | アイオワ大学               |
| 84       | マイアミ・ドルフィンズ             | デボン・エイチェン           | RB         | テキサスA&M大学            |
| 85       | ロサンゼルス・チャージャーズ       | ダイヤン・ヘンリー           | LB         | ワシントン州立大学         |
| 86       | ボルチモア・レイブンズ             | トレントン・シンプソン       | LB         | クレムソン大学             |
| 87       | サンフランシスコ・49ers            | ジアイル・ブラウン           | S          | ペンシルベニア州立大学     |
| 88       | ジャクソンビル・ジャガーズ         | タンク・ビグスビー           | RB         | オーバーン大学             |
| 89       | ロサンゼルス・ラムズ               | コービー・ターナー           | DT         | ウェイクフォレスト大学     |
| 90       | ダラス・カウボーイズ               | デマービン・オーバーショーン | LB         | テキサス大学               |
| 91       | バッファロー・ビルズ               | ドリアン・ウィリアムズ       | LB         | テュレーン大学             |
| 92       | カンザスシティ・チーフス           | ワンヤ・モリス               | OT         | オクラホマ大学             |
| 93       | ピッツバーグ・スティーラーズ       | ダーネル・ワシントン         | TE         | ジョージア大学             |
| 94       | アリゾナ・カージナルス             | マイケル・ウィルソン         | WR         | スタンフォード大学         |
| 95       | シンシナティ・ベンガルズ           | ジョーダン・バトル           | S          | アラバマ大学               |
| 96*      | デトロイト・ライオンズ             | ブロドリック・マーティン     | DT         | ウェスタンケンタッキー大学 |
| 97*      | ワシントン・コマンダース           | リッキー・ストロムバーグ     | C          | アーカンソー大学           |
| 98x      | クリーブランド・ブラウンズ         | シアキ・イカ                 | DT         | ベイラー大学               |
| 99x      | サンフランシスコ・49ers            | ジェイク・ムーディー         | K          | ミシガン大学               |
| 100x     | ラスベガス・レイダース             | トレイ・タッカー             | WR         | シンシナティ大学           |
| 101x     | サンフランシスコ・49ers            | キャメロン・ラトゥ           | TE         | アラバマ大学               |
| 102x     | ミネソタ・バイキングス             | メカイ・ブラックモン         | CB         | USC                        |

### 4巡目指名選手
| 指名順位 | チーム                             | 選手名                       | ポジション | 出身大学                 |
| 103      | ニューオーリンズ・セインツ         | ニック・サルディベリ         | OT         | オールドドミニオン大学   |
| 104      | ラスベガス・レイダース             | ジャコリアン・ベネット       | CB         | メリーランド大学         |
| 105      | フィラデルフィア・イーグルス       | ケイリー・リンゴ             | CB         | ジョージア大学           |
| 106      | インディアナポリス・コルツ         | ブレイク・フリーランド       | OT         | BYU                      |
| 107      | ニューイングランド・ペイトリオッツ | ジェイク・アンドリュース     | C          | トロイ大学               |
| 108      | シアトル・シーホークス             | アンソニー・ブラッドフォード | G          | LSU                      |
| 109      | ヒューストン・テキサンズ           | ディラン・ホートン           | DE         | TCU                      |
| 110      | インディアナポリス・コルツ         | アデトミワ・アデバウォー     | DE         | ノースウェスタン大学     |
| 111      | クリーブランド・ブラウンズ         | ダワンド・ジョーンズ         | OT         | オハイオ州立大学         |
| 112      | ニューイングランド・ペイトリオッツ | チャド・ライランド           | K          | メリーランド大学         |
| 113      | アトランタ・ファルコンズ           | クラーク・フィリップス3世    | CB         | ユタ大学                 |
| 114      | カロライナ・パンサーズ             | チャンドラー・ザバラ         | G          | ノースカロライナ州立大学 |
| 115      | シカゴ・ベアーズ                   | ローション・ジョンソン       | RB         | テキサス大学             |
| 116      | グリーンベイ・パッカーズ           | コルビー・ウーデン           | DT         | オーバーン大学           |
| 117      | ニューイングランド・ペイトリオッツ | シディ・ソウ                 | G          | イースタンミシガン大学   |
| 118      | ワシントン・コマンダース           | ブレイデン・ダニエルズ       | OT         | ユタ大学                 |
| 119      | カンザスシティ・チーフス           | チャマリ・コナー             | S          | バージニア工科大学       |
| 120      | ニューヨーク・ジェッツ             | カーター・ウォーレン         | OT         | ピッツバーグ大学         |
| 121      | ジャクソンビル・ジャガーズ         | ベントレル・ミラー           | LB         | フロリダ大学             |
| 122      | アリゾナ・カージナルス             | ジョン・ゲインズ3世          | G          | UCLA                     |
| 123      | シアトル・シーホークス             | キャメロン・ヤング           | DT         | ミシシッピ州立大学       |
| 124      | ボルチモア・レイブンズ             | テイビアス・ロビンソン       | OLB        | ミシシッピ大学           |
| 125      | ロサンゼルス・チャージャーズ       | デリアス・デービス           | WR         | TCU                      |
| 126      | クリーブランド・ブラウンズ         | アイザイア・マクガイア       | DE         | ミズーリ大学             |
| 127      | ニューオーリンズ・セインツ         | ジェイク・ヘイナー           | QB         | フレズノ州立大学         |
| 128      | ロサンゼルス・ラムズ               | ステットソン・ベネット       | QB         | ジョージア大学           |
| 129      | ダラス・カウボーイズ               | ビリアミ・フェホコ           | DE         | サンノゼ州立大学         |
| 130      | ジャクソンビル・ジャガーズ         | タイラー・レイシー           | DE         | オクラホマ州立大学       |
| 131      | シンシナティ・ベンガルズ           | チャーリー・ジョーンズ       | WR         | パデュー大学             |
| 132      | ピッツバーグ・スティーラーズ       | ニック・ハービッグ           | OLB        | ウィスコンシン大学       |
| 133      | シカゴ・ベアーズ                   | タイラー・スコット           | WR         | シンシナティ大学         |
| 134      | ミネソタ・バイキングス             | ジェイ・ワード               | S          | LSU                      |
| 135*     | ラスベガス・レイダース             | エイダン・オコネル           | QB         | パデュー大学             |

### 5巡目指名選手
| 指名順位 | チーム                             | 選手名                           | ポジション | 出身大学                              |
| 136      | ジャクソンビル・ジャガーズ         | ヤシール・アブドゥラ             | OLB        | ルイビル大学                          |
| 137      | ワシントン・コマンダース           | KJ・ヘンリー                     | DE         | クレムソン大学                        |
| 138      | インディアナポリス・コルツ         | ダリアス・ラッシュ               | CB         | サウスカロライナ大学                  |
| 139      | アリゾナ・カージナルス             | クレイトン・チューン             | QB         | ヒューストン大学                      |
| 140      | クリーブランド・ブラウンズ         | ドリアン・トンプソン＝ロビンソン | QB         | UCLA                                  |
| 141      | ミネソタ・バイキングス             | ジャクエリン・ロイ               | DE         | LSU                                   |
| 142      | クリーブランド・ブラウンズ         | キャメロン・ミッチェル           | CB         | ノースウェスタン大学                  |
| 143      | ニューヨーク・ジェッツ             | イスラエル・アバニカンダ         | RB         | ピッツバーグ大学                      |
| 144      | ニューイングランド・ペイトリオッツ | アトニオ・マフィ                 | G          | UCLA                                  |
| 145      | カロライナ・パンサーズ             | ジャミー・ロビンソン             | S          | フロリダ州立大学                      |
| 146      | ニューオーリンズ・セインツ         | ジョーダン・ハウデン             | S          | ミネソタ大学                          |
| 147      | テネシー・タイタンズ               | ジョシュ・ワイル                 | TE         | シンシナティ大学                      |
| 148      | シカゴ・ベアーズ                   | ノア・スウェル                   | LB         | オレゴン大学                          |
| 149      | グリーンベイ・パッカーズ           | ショーン・クリフォード           | QB         | ペンシルベニア州立大学                |
| 150      | バッファロー・ビルズ               | ジャスティン・ショーター         | WR         | フロリダ大学                          |
| 151      | シアトル・シーホークス             | マイク・モリス                   | DE         | ミシガン大学                          |
| 152      | デトロイト・ライオンズ             | コルビー・ソースダル             | OT         | ウィリアム&メアリー大学               |
| 153      | タンパベイ・バッカニアーズ         | シルボセア・デニス               | LB         | ピッツバーグ大学                      |
| 154      | シアトル・シーホークス             | オルセグン・オルワフェミ         | C          | ミシガン大学                          |
| 155      | サンフランシスコ・49ers            | ダレル・ルーター・ジュニア       | CB         | サウスアラバマ大学                    |
| 156      | ロサンゼルス・ラムズ               | ジョーダン・マクファデン         | G          | クレムソン大学                        |
| 157      | ボルチモア・レイブンズ             | キュ・ブル・ケリー               | CB         | スタンフォード大学                    |
| 158      | インディアナポリス・コルツ         | ダニエル・スコット               | S          | カリフォルニア大学                    |
| 159      | グリーンベイ・パッカーズ           | ドンテイビオン・ウィックス       | WR         | バージニア大学                        |
| 160      | ジャクソンビル・ジャガーズ         | アントニオ・ジョンソン           | S          | テキサスA&M大学                       |
| 161      | ロサンゼルス・ラムズ               | ニック・ハンプトン               | LB         | アパラチアン州立大学                  |
| 162      | インディアナポリス・コルツ         | ウィル・マロリー                 | TE         | マイアミ大学                          |
| 163      | シンシナティ・ベンガルズ           | チェイス・ブラウン               | RB         | イリノイ大学                          |
| 164      | ミネソタ・バイキングス             | ジェイレン・ホール               | QB         | BYU                                   |
| 165      | シカゴ・ベアーズ                   | テレル・スミス                   | CB         | ミネソタ大学                          |
| 166      | カンザスシティ・チーフス           | B・J・トンプソン                 | LB         | スティーブン・F・オースティン州立大学 |
| 167*     | ヒューストン・テキサンズ           | ヘンリー・トートー               | LB         | アラバマ大学                          |
| 168*     | アリゾナ・カージナルス             | オーウェン・パッポー             | LB         | オーバーン大学                        |
| 169*     | ダラス・カウボーイズ               | アシム・リチャーズ               | OT         | ノースカロライナ大学                  |
| 170*     | ラスベガス・レイダース             | クリストファー・スミス2世        | S          | ジョージア大学                        |
| 171*     | タンパベイ・バッカニアーズ         | ペイン・ダーハム                 | TE         | パデュー大学                          |
| 172*     | ニューヨーク・ジャイアンツ         | エリック・グレイ                 | RB         | オクラホマ大学                        |
| 173*     | サンフランシスコ・49ers            | ロバート・ビール・ジュニア       | LB         | ジョージア大学                        |
| 174*     | ロサンゼルス・ラムズ               | ウォーレン・マクレンドン         | OT         | ジョージア大学                        |
| 175*     | ロサンゼルス・ラムズ               | デービス・アレン                 | TE         | クレムソン大学                        |
| 176*     | インディアナポリス・コルツ         | エバン・フル                     | RB         | ノースウェスタン大学                  |
| 177*     | ロサンゼルス・ラムズ               | プカ・ナクア                     | WR         | BYU                                   |

### 6巡目指名選手
| 指名順位 | チーム                             | 選手名                                 | ポジション | 出身大学                     |
| 178      | ダラス・カウボーイズ               | エリック・スコット・ジュニア           | CB         | サザンミシシッピ大学         |
| 179      | グリーンベイ・パッカーズ           | カール・ブルックス                     | DT         | ボーリング・グリーン州立大学 |
| 180      | アリゾナ・カージナルス             | ケイトレル・クラーク                   | CB         | ルイビル大学                 |
| 181      | タンパベイ・バッカニアーズ         | ジョシュ・ヘイズ                       | CB         | カンザス州立大学             |
| 182      | ロサンゼルス・ラムズ               | トレビアス・ホッジス＝トムリンソン     | CB         | TCU                          |
| 183      | デンバー・ブロンコス               | JL・スキナー                           | S          | ボイシ州立大学               |
| 184      | ニューヨーク・ジェッツ             | ザイア・バーンズ                       | LB         | 西ミシガン大学               |
| 185      | ジャクソンビル・ジャガーズ         | パーカー・ワシントン                   | WR         | ペンシルベニア州立大学       |
| 186      | テネシー・タイタンズ               | ジェイリン・ダンカン                   | OT         | メリーランド大学             |
| 187      | ニューイングランド・ペイトリオッツ | ケイション・ブーテ                     | WR         | LSU                          |
| 188      | フィラデルフィア・イーグルス       | タナー・マッキー                       | QB         | スタンフォード大学           |
| 189      | ロサンゼルス・ラムズ               | オチョーン・マシス                     | DE         | ネブラスカ大学               |
| 190      | クリーブランド・ブラウンズ         | ルーク・ワイプラー                     | C          | オハイオ州立大学             |
| 191      | タンパベイ・バッカニアーズ         | トレー・パーマー                       | WR         | ネブラスカ大学               |
| 192      | ニューイングランド・ペイトリオッツ | ブライス・バリンガー                   | P          | ミシガン州立大学             |
| 193      | ワシントン・コマンダース           | クリス・ロドリゲス・ジュニア           | RB         | ケンタッキー大学             |
| 194      | カンザスシティ・チーフス           | キオンドレ・コバーン                   | DT         | テキサス大学                 |
| 195      | ニューオーリンズ・セインツ         | A・T・ペリー                           | WR         | ウェイクフォレスト大学       |
| 196      | タンパベイ・バッカニアーズ         | ホセ・ラミリス                         | LB         | イースタンミシガン大学       |
| 197      | マイアミ・ドルフィンズ             | イライジャ・ヒギンズ                   | WR         | スタンフォード大学           |
| 198      | シアトル・シーホークス             | ジェリック・リード2世                  | S          | ニューメキシコ大学           |
| 199      | ボルチモア・レイブンズ             | マーライサーラ・オーマブエ＝ラーウルー | OT         | オレゴン大学                 |
| 200      | ロサンゼルス・チャージャーズ       | スコット・マトロック                   | DT         | ボイシ州立大学               |
| 201      | ヒューストン・テキサンズ           | ジャレット・パターソン                 | C          | ノートルダム大学             |
| 202      | ジャクソンビル・ジャガーズ         | クリスチャン・ブラスウェル             | CB         | ラトガース大学               |
| 203      | ラスベガス・レイダース             | アマリ・バーニー                       | LB         | フロリダ大学                 |
| 204      | ニューヨーク・ジェッツ             | ジャリック・バーナード＝コンバース     | CB         | LSU                          |
| 205      | ヒューストン・テキサンズ           | ゼイビア・ハッチンソン                 | WR         | アイオワ州立大学             |
| 206      | シンシナティ・ベンガルズ           | アンドレイ・イオシバス                 | WR         | プリンストン大学             |
| 207      | グリーンベイ・パッカーズ           | アンダース・カールソン                 | K          | オーバーン大学               |
| 208      | ジャクソンビル・ジャガーズ         | エリック・ハレット                     | S          | ピッツバーグ大学             |
| 209      | ニューヨーク・ジャイアンツ         | トレ・ホーキンス3世                    | CB         | オールドドミニオン大学       |
| 210*     | ニューイングランド・ペイトリオッツ | デマリオ・ダグラス                     | WR         | リバティ大学                 |
| 211*     | インディアナポリス・コルツ         | タイタス・レオ                         | OLB        | ワグナーカレッジ             |
| 212*     | ダラス・カウボーイズ               | デュース・ヴォーン                     | RB         | カンザス州立大学             |
| 213*     | アリゾナ・カージナルス             | ダンテ・スティルズ                     | DT         | ウェストバージニア大学       |
| 214*     | ニューイングランド・ペイトリオッツ | アミール・スピード                     | CB         | ミシガン州立大学             |
| 215*     | ロサンゼルス・ラムズ               | ザック・エバンズ                       | RB         | ミシシッピ大学               |
| 216*     | サンフランシスコ・49ers            | ディー・ウィンタース                   | LB         | TCU                          |
| 217*     | シンシナティ・ベンガルズ           | ブラッド・ロビンズ                     | P          | ミシガン大学                 |

### 7巡目指名選手
| 指名順位 | チーム                             | 選手名                             | ポジション | 出身大学                           |
| 218      | シカゴ・ベアーズ                   | トラビス・ベル                     | DT         | ケネソー州立大学                   |
| 219      | デトロイト・ライオンズ             | アントワン・グリーン               | WR         | ノースカロライナ大学               |
| 220      | ニューヨーク・ジェッツ             | ザック・クンツ                     | TE         | オールドドミニオン大学             |
| 221      | インディアナポリス・コルツ         | ジェイロン・ジョーンズ             | CB         | テキサスA&M大学                    |
| 222      | ミネソタ・バイキングス             | デウェイン・マクブライド           | RB         | アラバマ大学バーミングハム校       |
| 223      | ロサンゼルス・ラムズ               | イーサン・エバンズ                 | P          | ウィンゲート大学                   |
| 224      | アトランタ・ファルコンズ           | デマルコ・ヘラムス                 | S          | アラバマ大学                       |
| 225      | アトランタ・ファルコンズ           | ジョヴォーン・グウィン             | OG         | サウスカロライナ大学               |
| 226      | ジャクソンビル・ジャガーズ         | クーパー・ホッジス                 | OT         | アパラチアン州立大学               |
| 227      | ジャクソンビル・ジャガーズ         | レイモンド・ボハセック             | DT         | ノースカロライナ大学               |
| 228      | テネシー・タイタンズ               | コルトン・ドーウェル               | WR         | テネシー大学マーティン校           |
| 229      | ボルチモア・レイブンズ             | アンドリュー・ボーヒース           | OG         | USC                                |
| 230      | バッファロー・ビルズ               | ニック・ブロッカー                 | OG         | ミシシッピ大学                     |
| 231      | ラスベガス・レイダース             | ネスタ・ジェイド・シルベラ         | DT         | アリゾナ州立大学                   |
| 232      | グリーンベイ・パッカーズ           | キャリントン・バレンティン         | CB         | ケンタッキー大学                   |
| 233      | ワシントン・コマンダース           | アンドリュー・ジョーンズ・ジュニア | DE         | ルイジアナ大学                     |
| 234      | ロサンゼルス・ラムズ               | ジェイソン・テイラー2世            | S          | オクラホマ州立大学                 |
| 235      | グリーンベイ・パッカーズ           | ルー・ニコルズ3世                  | RB         | 中央ミシガン大学                   |
| 236      | インディアナポリス・コルツ         | ジェイク・ウィット                 | OT         | 北ミシガン大学                     |
| 237      | シアトル・シーホークス             | ケニー・マキントッシュ             | RB         | ジョージア大学                     |
| 238      | マイアミ・ドルフィンズ             | ライアン・ヘイズ                   | OT         | ミシガン大学                       |
| 239      | ロサンゼルス・チャージャーズ       | マックス・ダガン                   | QB         | テキサスクリスチャン大学           |
| 240      | ジャクソンビル・ジャガーズ         | デレック・パリッシュ               | FB         | ヒューストン大学                   |
| 241      | ピッツバーグ・スティーラーズ       | コーリー・トライス                 | CB         | パデュー大学                       |
| 242      | グリーンベイ・パッカーズ           | アンソニー・ジョンソン・ジュニア   | S          | アイオワ州立大学                   |
| 243      | ニューヨーク・ジャイアンツ         | ジョーダン・ライリー               | DT         | オレゴン大学                       |
| 244      | ダラス・カウボーイズ               | ジェイレン・ブルックス             | WR         | サウスカロライナ大学               |
| 245      | ニューイングランド・ペイトリオッツ | アイザイア・ボールデン             | CB         | ジャクソン州立大学                 |
| 246      | シンシナティ・ベンガルズ           | D・J・アイビー                     | CB         | マイアミ大学                       |
| 247      | サンフランシスコ・49ers            | ブレイデン・ヒル                   | TE         | オクラホマ大学                     |
| 248      | ヒューストン・テキサンズ           | ブランドン・ヒル                   | S          | ピッツバーグ大学                   |
| 249      | フィラデルフィア・イーグルス       | モロ・オジョモ                     | DE         | テキサス大学                       |
| 250*     | カンザスシティ・チーフス           | ニック・ジョーンズ                 | CB         | ボール州立大学                     |
| 251*     | ピッツバーグ・スティーラーズ       | スペンサー・アンダーソン           | OG         | メリーランド大学                   |
| 252*     | バッファロー・ビルズ               | アレックス・オースティン           | CB         | オレゴン州立大学                   |
| 253*     | サンフランシスコ・49ers            | ロニー・ベル                       | WR         | ミシガン大学                       |
| 254*     | ニューヨーク・ジャイアンツ         | ガーバリアス・オーウェンス         | S          | ヒューストン大学                   |
| 255*     | サンフランシスコ・49ers            | ジェイレン・グレアム               | OLB        | パデュー大学                       |
| 256*     | グリーンベイ・パッカーズ           | グラント・デュボース               | WR         | ノースカロライナ大学シャーロット校 |
| 257*     | デンバー・ブロンコス               | アレックス・フォーサイス           | C          | オレゴン大学                       |
| 258*     | シカゴ・ベアーズ                   | ケンドール・ウィリアムソン         | LB         | スタンフォード大学                 |
| 259*     | ロサンゼルス・ラムズ               | デスジャン・ジョンソン             | DE         | トレド大学                         |

### ドラフト外入団の主な選手
| チーム                       | 選手名                     | ポジション | 出身大学                          |
| アリゾナ・カージナルス       | エマリ・デマーカド         | RB         | TCU                               |
| ボルチモア・レイブンズ       | キートン・ミッチェル       | RB         | 東カロライナ大学                  |
| シカゴ・ベアーズ             | タイソン・ベイジェント     | QB         | シェパード大学                    |
| クリーブランド・ブラウンズ   | モハマド・ディアベイツ     | LB         | ユタ大学                          |
| クリーブランド・ブラウンズ   | ロニー・ヒックマン         | S          | オハイオ州立大学                  |
| ダラス・カウボーイズ         | T・J・バス                 | OG         | オレゴン大学                      |
| ダラス・カウボーイズ         | ハンター・ルーペ           | FB         | ノースダコタ州立大学              |
| デンバー・ブロンコス         | デモントリー・ジェイコブス | OT         | 南フロリダ大学                    |
| デンバー・ブロンコス         | ジャリール・マクローリン   | RB         | ヤングスタウン州立大学            |
| デンバー・ブロンコス         | エマニュエル・ウィルソン   | RB         | フォートバレー州立大学            |
| デトロイト・ライオンズ       | スターリング・トーマス5世  | CB         | アラバマ大学バーミングハム校      |
| ヒューストン・テキサンズ     | ジェイク・ベイツ           | K          | アーカンソー大学                  |
| ロサンゼルス・ラムズ         | アレックス・ウォード       | LS         | セントラルフロリダ大学            |
| マイアミ・ドルフィンズ       | ジュリアン・ヒル           | TE         | キャンベル大学                    |
| ミネソタ・バイキングス       | イバン・ペース・ジュニア   | LB         | シンシナティ大学                  |
| ニューオーリンズ・セインツ   | ブレイク・グルッペ         | K          | ノートルダム大学                  |
| ニューヨーク・ジャイアンツ   | トミー・デビト             | QB         | イリノイ大学                      |
| ニューヨーク・ジェッツ       | ゼイビア・ギプソン         | WR         | スティーブン・F・オースティン大学 |
| フィラデルフィア・イーグルス | イーライ・リックス         | CB         | アラバマ大学                      |
| フィラデルフィア・イーグルス | ブレイディ・ラッセル       | TE         | コロラド大学                      |
| シアトル・シーホークス       | ジェイク・ボボ             | WR         | UCLA                              |
| シアトル・シーホークス       | クリス・ストール           | LS         | ペンシルベニア州立大学            |
| タンパベイ・バッカニアーズ   | クリスチャン・イジーン     | S          | ラトガース大学                    |